# 莫里茨城堡

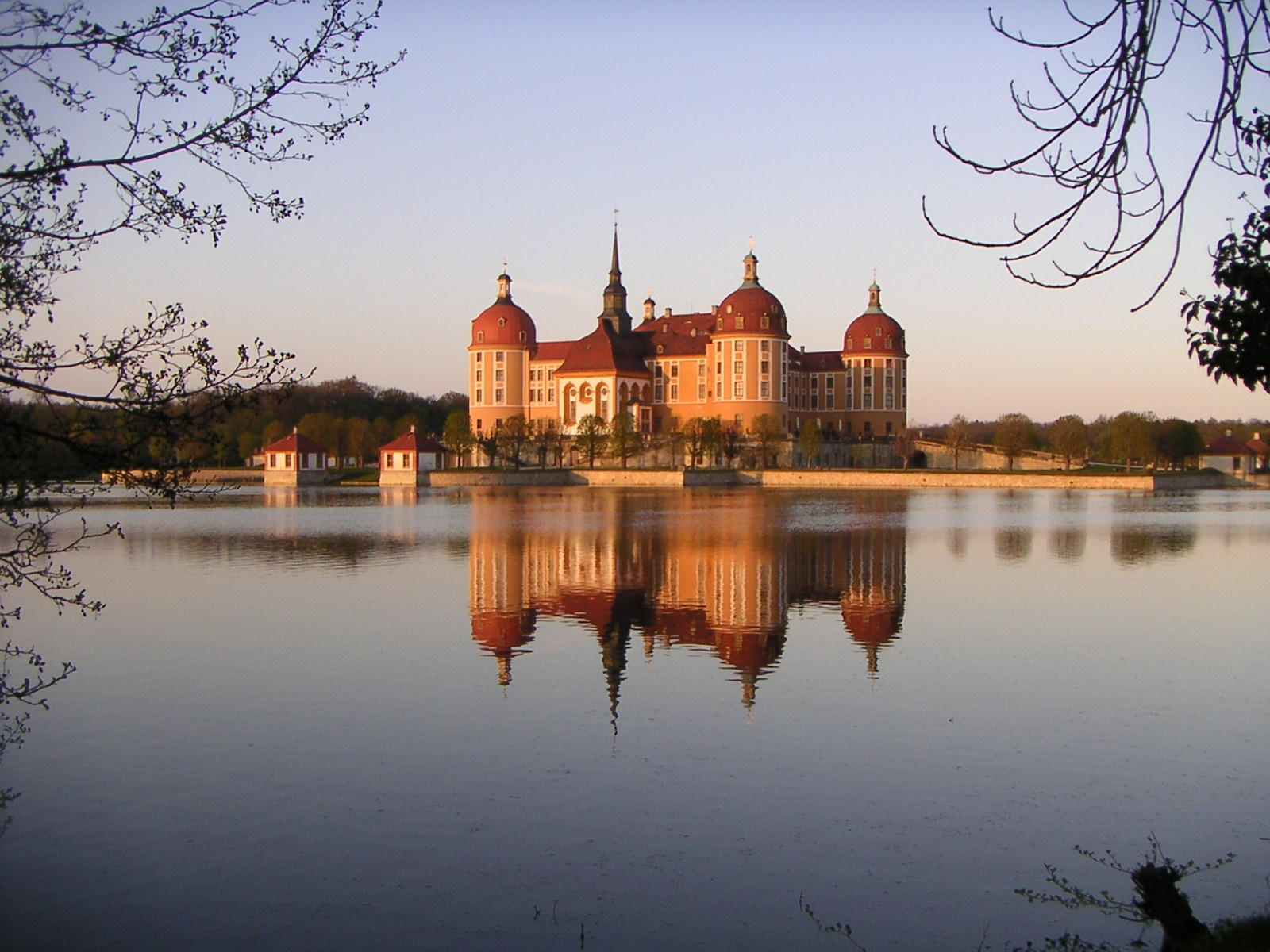
莫里茨城堡

莫里茨城堡（德語：Schloss Moritzburg）是位於德國薩克森州城市莫里茨堡的一座城堡，為巴洛克式建築。莫里茨堡修建於1542年至1546年期間。

## 外部連結
维基共享资源上的相關多媒體資源：莫里茨城堡
- Moritzburg Castle official site （页面存档备份，存于）
- Moritzburg Castle - A Fairy Tale and its Treasures

51°10′3.26″N 13°40′46.60″E / 51.1675722°N 13.6796111°E